# FRBRoo
FRBRoo es la versión orientada a objetos de las FRBR (Requisitos Funcionales para Registros Bibliográficos). Surge como un intento de armonizar las FRBR con el modelo CIDOC CRM (Conceptual Reference Model), una ontología propuesta para la información de la herencia cultural depositada en los museos.
El propósito de este modelo es ofrecer una perspectiva común de la documentación generada en museos y bibliotecas como dos tipos de información de instituciones de la memoria. Este punto de vista común es necesario para proporcionar sistemas de información interoperables.
En el año 2003 se inicia la tarea del International Working Group on FRBR/CIDOC CRM Harmonisation y se arriba a una primera versión del modelo en 2006.
FRBRoo ha de verse como una interpretación de FRBR. En contraste con los modelos entidad relación y otras estructuras de datos tradicionales, una ontología pretende describir el mundo desde el punto de vista de un sistema de información, en vez de ser una estructura de datos. Describe cómo se relacionan objetos, conceptos y procesos distintos dentro de un "dominio de discurso". FRBRoo no especifica "requerimientos", sino los conceptos apropiados para formular requerimientos.
Entre los sistemas con los que FRBRoo intenta establecer un marco de interoperabilidad, la Web Semántica y en particular el esquema RDF ocupan un lugar preponderante. 

## Características principales
- Adición de la modelización de tiempo y acontecimientos a FRBR

Una de las mayores críticas que recibió el modelo FRBR es no representar el tiempo como una entidad, si no como un atributo de alguna entidad. En cambio el modelo CRM, al ocuparse de las alteraciones, daños o desapariciones a las que puede ser objeto una pieza de museo, pone mucha atención en la cuestión del tiempo. Actividades relacionadas con el proceso documental como la concepción de una obra, la publicación de una manifestación, la ejecución y grabación de expresiones musicales, etc, son concebidas por FRBRoo como un acontecimiento (event). En términos de orientación a objetos, estos acontecimientos son subclases de la clase E5 Event de CRM.
- Clarificación de la entidad manifestación

Otra crítica que recibió el modelo FRBR es seguir atado a la concepción centrada en el libro al establecer las entidades manifestación e item. La idea de que una manifestación mediante la producción en serie origina una cantidad de items, o sea ejemplares, está claramente tomada del mundo editorial, pero no se ajusta a otras realidades documentales que se pretenden representar. Manuscritos, pinturas, esculturas son entidades que no se ajustan al patrón molde-copia, y son, precisamente, típicos objetos de museo. FRBRoo establece las clases F3 Manifestation Product Type y F4 Manifestation Singleton para representar ambos casos.
- Modelización explícita de representaciones y grabaciones en FRBR

Las artes performativas (teatro, música, danza) se ubicaban dentro de la entidad expresión y las grabaciones dentro de la entidad manifestación en FRBR. Sin embargo, presentan características propias además de estar fuertemente ligadas al aspecto temporal. FRBRoo las ubica también como subclaes de E5 Event de CRM.
- Adición de la entidad obra a CRM

Así como FRBR descuida los aspectos típicamente museísticos, como la importancia del itinerario de los documentos, las características físicas de un ítem, etc, también puede decirse que CRM descuida los aspectos bibliotecológicos. Si bien objetos como los libros o las partituras suelen encontrarse en las colecciones de los museos, el modelo CRM los concibe de la misma forma que las piezas únicas, como una vasija o un fósil, en tanto FRBR, al establecer la entidad obra y definir sus relaciones con otras obras o con distintas expresiones y manifestaciones, las enmarca en un proceso cultural más amplio que el de una mera "cosa". De esta forma, al incorporar la entidad obra a CRM, el modelo se enriquece en abstracción sin perder su nivel de concretitud.
- Adición del proceso de asignación de identificador a CRM

El mundo de la bibliotecología es rico en identificadores para poder diferenciar unívocamente libros, publicaciones periódicas, obras musicales, partituras, etc. El crecimiento exponencial de la información a partir de los OPACs y de Internet en general hace de la identificación de un documento un problema crítico. FRBRoo amplía el alcance de los identificadores al agregar la asignación de indentificador al mundo de los museos .